# Casato di Lecubarri
La Casata degli Lecubarri è una delle più antiche famiglie della nobiltà basca in Spagna. Le sue origini risalgono a Bernardo I, duca di Vasconia, alla fine del X secolo e l'inizio dell'XI secolo.

## Origine
Il nome deriva da castilianizationne di "Lekubarri" (in basco), che a sua volta fa parte delle radici "Lek(h)u", che significa luogo, e "barri /barry", il che significa nuovo, in particolare, "sito o nuovo posto", con riferimento, al momento, un centro abitato appena creato.
Il lignaggio della famiglia Lecubarri ha la sua origine nel tardo Medioevo, intorno all'XI secolo. Come accennato nelle fonti antiche, era Bernardo I di Guascogna, duca di Vasconia, il primo a portare il nome, che a causa del suo esilio, nascosto Biscaglia sotto lo pseudonimo di "Marlon Leku Barri", che nel tempo sarebbe poi diventato "Lekubarri" poi castilianizationne a "Lecubarri". Secondo il monaco francese Ademaro di Chabannes, il duca ha tenuto romanzi con donne diverse, motivo per cui finiscono per abdicare in favore di suo fratello, Sancho VI, ultimo duca della Casa di Guascogna.
La casa nobile era presente secoli dopo Teobaldo I corte del re di Navarra, figlio di Bianca di Navarra e nipote di Sancho VII, dove faceva parte del suo servizio personale e guardia privata 1234-1240, ottenendo il titolo di Signori di Lecubarri.

## Blasone
Lo stemma della casa, è rosso, con una croce d'argento a fiori caricato nel suo centro una nera croce greca, accompagnati da quattro cuori di rosso oro a forma; composto da sedici lunghezza bordo spazi uguali nei dispari, rosso, un po' 'di grano in oro e coetanei, azzurro, un leone d'argento. Il Gules è il simbolo di forza, di potere, di fervido amore di Dio; tale è il significato di questo smalto. si può anche aggiungere il dominio volontà, il coraggio, l'audacia e la magnanimità.